# Alchemilla michelsonii
Alchemilla michelsonii é uma espécie de rosácea do gênero Alchemilla, pertencente à família Rosaceae.
É nativa do Cazaquistão.

## Descrição
Alchemilla no sentido amplo como um grupo monofilético pode ser reconhecida por sinapomorfias florais: ausência de pétalas e presença de dois verticilos de quatro cálices e quatro lóbulos do epicálice que formam um hipanto.